# Short S.23 Empire
Lo Short S.23 Empire era un idrovolante a scafo centrale quadrimotore di linea prodotto dall'azienda britannica Short Brothers negli anni trenta.

## Storia del progetto
Lo Short S.23 Empire venne progettato per soddisfare una richiesta dell'Air Ministry britannico per la costruzione di un idrovolante da trasporto passeggeri e postale che collegasse la Gran Bretagna con le colonie, principalmente con l'Australia. L'Empire era stato ufficialmente denominato C-class e per questo motivo ciascun esemplare venne battezzato con un nome che iniziava con la lettera C. Il primo Empire, G-ADHL Canopus, venne completato nel giugno 1936 e portato in volo per la prima volta il 3 luglio successivo. Vennero prodotti un totale di 42 esemplari tutti usciti dagli stabilimenti dell'azienda a Rochester, nel Kent, Inghilterra.
Le compagnie aeree che utilizzarono sulle proprie rotte l'Empire furono la britannica Imperial Airways (e la British Overseas Airways Corporation (BOAC) che gli successe), l'australiana Qantas e la neozelandese Teal.
La prima serie degli Short Empire, la S.23, poteva portare 5 membri di equipaggio, 17 passeggeri e 4 480 lb (2 035 kg) di carico a una velocità massima di 174 nodi (320 km/h).
L'Empire venne pensato per operare lungo le rotte dell'Imperial Airways per il Sudafrica e l'Australia, dove le tratte non superavano mai più di 500 miglia. Dopo la progettazione è stato ulteriormente ottimizzato avviandone dopo poco la produzione, con una certa pressione da parte degli Stati Uniti, che auspicavano potesse offrire un servizio analogo tra le due sponde dell'oceano Atlantico.
L'autonomia dell'S.23 risultava inferiore al suo equivalente statunitense, il Sikorsky S-42, e per questo motivo non poteva fornire un reale servizio transatlantico. Due esemplari (il Caledonia e il Cambria) vennero allora alleggeriti e dotati di serbatoi di combustibile maggiorati, inoltre venne sperimentato un metodo per il rifornimento in volo, tutto finalizzato all'aumento dell'autonomia per riuscire a svolgere il servizio richiesto, ma questo era a scapito della quantità di passeggeri e merci che era possibile trasportare. Venne anche sperimentato un tentativo di trasvolata tramite un'insolita combinazione piggy-back, denominata Short Mayo Composite, senza però riscuotere troppo successo. A questo scopo venne radicalmente modificato un S.23, ridenominato S.21 Maia, il quale era abbinato ad un altro più piccolo quadrimotore, lo Short S.20 Mercury, montato sulla parte dorsale. Ne venne costruito un solo esemplare prima di abbandonare l'idea. Un lancio a mezz'aria dell'S.20 Mercury venne coronato dal successo nel 1938 riuscendo in questo modo a realizzare una serie di primati sulla lunga distanza, tuttavia venne richiesto da entrambe le sponde atlantiche limitandosi ad offrire un servizio di posta aerea e non venne realizzato alcun successivo sviluppo né progetto di questo tipo.
Successivamente dall'S.23 vennero realizzate tre varianti, l'S.30 caratterizzata da una diversa motorizzazione, il meno potente Bristol Perseus da 815 hp (608 kW) caratterizzato dall'adozione delle valvole a fodero, dalla quale venne sviluppato l'S.33, adattamento dell'S.30 dotata di una versione più potente del Perseus, quindi l'S.26, versione dotata dei potenti motori Bristol Hercules IV da 1 380 hp (1 029 kW), che diede origine alla G-class con effettiva capacità transoceanica.

## Impiego
Durante la seconda guerra mondiale la rotta Regno Unito-Australia è stata interrotta e fu necessario creare una nuova rotta che collegasse Sydney a Durban attraverso Il Cairo. Temporaneamente interrotta dopo la perdita di Singapore, venne ripristinata dopo l'allontanamento dei giapponesi dalla Birmania e dalla British Malaya.

## Versioni
S.23
versione civile dotata di motori radiali Bristol Pegasus, prodotta in 31 esemplari.
S.23M
versione militarizzata dell'S.23 dotata radar ASV, bombe ed armamento di difesa, 2 esemplari riconvertiti.

## Lista degli esemplari
| Registratione | Nome        | Operatore |
| S.23          |             | |
| G-ADHL        | Canopus     | Imperial Airways/BOAC |
| G-ADHM        | Caledonia   | Imperial Airways, successivamente BOAC                                                                                                   |
| G-ADUT        | Centaurus   | Imperial Airways, ceduto alla Royal Australian Air Force (RAAF) nel 1939 (matricola A18-10)                                              |
| G-ADUU        | Cavalier    | Imperial Airways, perso il 21 gennaio 1939 sulla rotta per Bermuda. 3 morti, 10 sopravvissuti soccorsi dalla petroliera SS Esso Baytown. |
| G-ADUV        | Cambria     | Imperial Airways, successivamente BOAC                                                                                                   |
| G-ADUW        | Castor      | Imperial Airways, successivamente BOAC                                                                                                   |
| G-ADUX        | Cassiopea   | Imperial Airways, successivamente BOAC                                                                                                   |
| G-ADUY        | Capella     | Imperial Airways |
| G-ADUZ        | Cygnus      | Imperial Airways |
| G-ADVA        | Capricornus | Imperial Airways |
| G-ADVB        | Corsair     | Imperial Airways, successivamente BOAC                                                                                                   |
| G-ADVC        | Courtier    | Imperial Airways |
| G-ADVD        | Challenger  | Imperial Airways |
| G-ADVE        | Centurion   | Imperial Airways |
| G-AETV        | Coriolanus  | Imperial Airways, poi BOAC, infine Qantas nel 1942 (registrazione VH-ABG)                                                                |
| G-AETW        | Calpurnia   | Imperial Airways. precipitato, affondato e rottamato, Lago Habbaniya, Iraq, 27 novembre 1938.                                            |
| G-AETX        | Ceres       | Imperial Airways, successivamente BOAC                                                                                                   |
| G-AETY        | Clio        | Imperial Airways, poi BOAC, infine in forza alla Royal Air Force (RAF) nel 1940 (matricola AX659)                                        |
| G-AETZ        | Circe       | Imperial Airways, successivamente BOAC                                                                                                   |
| G-AEUA        | Calypso     | Imperial Airways, successivamente QANTAS nel 1939 non usato direttamente, infine RAAF (matricola A18-11)                                 |
| G-AEUB        | Camilla     | Imperial Airways, poi BOAC, infine QANTAS (VH-ADU)                                                                                       |
| G-AEUC        | Corinna     | Imperial Airways, successivamente BOAC                                                                                                   |
| G-AEUD        | Cordelia    | Imperial Airways, poi BOAC, quindi RAF nel 1940 (AX660), infine tornato alla BOAC nel 1941 (G-AEUD)                                      |
| G-AEUE        | Cameronian  | Imperial Airways, successivamente BOAC                                                                                                   |
| G-AEUF        | Corinthian  | Imperial Airways, successivamente BOAC                                                                                                   |
| G-AEUG        | Coogee      | Imperial Airways, poi QANTAS nel 1938 (VH-ABC), quindi RAAF nel 1939 (A18-12)                                                            |
| G-AEUH        | Corio       | Imperial Airways, poi QANTAS nel 1938 (VH-ABD), ritornato Imperial Airways nel 1939 (G-AEUH)                                             |
| G-AEUI        | Coorong     | Imperial Airways, poi QANTAS nel 1938 (VH-ABE), ritornato Imperial Airways nel 1939 (G-AEUI)                                             |
| G-AFBJ        | Carpentaria | Imperial Airways (non usato), poi QANTAS nel 1937 (VH-ABA), quindi BOAC nel 1942 (G-AFBJ)                                                |
| G-AFBK        | Coolangatta | Imperial Airways (non usato), poi QANTAS nel 1937 (VH-ABB), quindi RAAF nel 1939 (A18-13)                                                |
| G-AFBL        | Cooee       | Imperial Airways (non usato), poi QANTAS nel 1937 (VH-ABF), quindi BOAC nel 1942                                                         |

## Utilizzatori

### Civili
Australia
- Qantas

 Regno Unito
- British Overseas Airways Corporation (BOAC)
- Imperial Airways

### Militari
Australia
- Royal Australian Air Force

 Regno Unito
- Royal Air Force

## Esemplari attualmente esistenti
Nessun esemplare completo è arrivato fino ai nostri giorni.

### Pubblicazioni
- (EN)  BOAC At War - Part 2 - Aeroplane Monthly - August 1975